# Ophionellus albofacialis
Ophionellus albofacialis är en stekelart som först beskrevs av Cameron 1887.  Ophionellus albofacialis ingår i släktet Ophionellus och familjen brokparasitsteklar. Inga underarter finns listade i Catalogue of Life.